# 白倉司馬太
白倉 司馬太（しろくら しばた、1888年（明治21年）11月20日 - 1972年（昭和47年）8月14日）は、大日本帝国陸軍軍人。最終階級は陸軍中将。

## 経歴
1888年（明治21年）に広島県で生まれた。陸軍士官学校第22期、東京帝国大学機械工学科卒業。1934年（昭和9年）3月に関東軍野戦兵器廠長に就任し、8月に陸軍砲兵大佐に進級した。1936年（昭和11年）に陸軍兵器廠附を経て、1937年（昭和12年）に第1野戦化学実験部長に就任した。
1938年（昭和13年）3月に陸軍少将に進級し、陸軍砲工学校砲兵科長に就任。7月には陸軍造兵廠小倉工廠長に転じ、1940年（昭和15年）4月に名古屋陸軍造兵廠長となり、12月に陸軍中将に進級。1943年（昭和18年）6月10日に待命、6月30日に予備役に編入された。
1947年（昭和22年）11月28日、公職追放仮指定を受けた。